# Anton Neumayr (Politiker)
Anton Neumayr (* 1. Juni 1887 in Salzburg, Österreich; † 18. Juni 1954 ebenda) war ein österreichischer Politiker (SPÖ) und Bürgermeister der Städte Hallein und Salzburg und Präsident des Salzburger Landtages sowie Landeshauptmann-Stellvertreter.

## Leben
Der Sohn des Salzburger Tischlermeisters Caspar Neumayr maturierte nach Volks- und Bürgerschule 1907 an der k. k. Staatslehrerbildungsanstalt. Seine Ausbildung zum Volksschullehrer endete 1909.
Anton Neumayr unterrichtete als Volksschullehrer in den Gemeinden Grödig und Seeham und als Bürgerschullehrer ab 1915 in der Stadtgemeinde Hallein. 1919 begann seine politische Laufbahn. Von August 1944 bis Jänner 1945 war er im KZ Dachau.
1952 wurde er Ehrenbürger der Stadt Salzburg.
Nach seinem Ableben 1954 wurde er in einem Ehrengrab auf dem Salzburger Kommunalfriedhof beerdigt.
Sein Sohn war der Internist Anton Neumayr (1920–2017).

## Politik
1919 wurde er Bürgermeister der Stadt Hallein, dieses politische Amt hatte er bis zu seiner Verhaftung durch den Ständestaat im Februar 1934 inne. In dieser Zeit war er auch Mitglied und zeitweise Präsident des Salzburger Landtages. Besonders verdient machte er sich durch sozialen Wohnbau auf den Griesrechengründen, durch die Neuerrichtung des Friedhofs im Stadtteil Burgfried, durch die Regulierung der Salzach, durch die damit verbundene Errichtung des vielbeachteten größten Strandbades von Österreich, durch den Bau des Anton Neumayr Stegs, eines Eisenbetonsteges über die Salzach (Eröffnung zusammen mit dem Strandbad am 1. Juli 1928) und durch die Verwirklichung eines Theater- und Kinogebäudes. Vom April 1946 bis 1951 war er Bürgermeister der Stadt Salzburg. In seine Amtszeit fielen die Wiederinstandsetzung der bombenzerstörten Wohnbauten und Schulen, der Bau der Berufsschule und die Schaffung moderner Kindergärten. Auch der Mönchsbergaufzug sowie die Fertigstellung des Saalachkraftwerkes und die Vergrößerung des Mönchsberg-Wasserspeichers wurden in seiner Amtszeit realisiert.

## Anerkennungen
Der Anton-Neumayr-Platz in der Salzburger Altstadt und die Anton-Neumayr-Brücke in Hallein sind nach ihm benannt.